# Ерік Дамманн
Ерік Дамманн (норв. Erik Dammann; 9 травня 1931, Осло — 21 червня 2025) — норвезький письменник, антиглобаліст і еколог, засновник руху «Майбутнє в наших руках» (норв. Framtiden i våre hender).

## Біографія
Здобув освіту в галузі рекламних технологій. Його книга «Майбутнє в наших руках» сколихнула громадськість і змусила суспільство обговорювати перспективи розвитку цивілізації. Натхненний успіхом книги, ініціював 1974 року громадський рух з однойменною назвою — «Майбутнє в наших руках». Ця міжнародна організація існує досі й налічує понад двадцять тисяч членів та понад тридцять партнерських організацій по всьому світу.
Також відомий своїм перебуванням на острові Самоа, яке докладно описав у книзі «З чотирма дітьми в халупі» (англ. With four children in a palm hut, 1968). Ініціатор ще двох громадських рухів: Project Alternative Future та Forum for System Debate.
Його книгу «Поза часом і простором» (англ. Behind time and space, 1987) свого часу вважали свого роду вступом до філософії нью-ейдж у Норвегії.
1982 року Еріка Дамманна відзначено премією «За правильний спосіб життя» (англ. The Right Livelihood Award), яку нерідко називають альтернативою Нобелівської премії. Премію присуджено «за виклик, кинутий західному способу життя та цінностям, з метою пропаганди відповідальнішого ставлення до довкілля та третього світу».
«Так само, як зараз ми вважаємо, що работоргівля та колоніалізм були нелюдськими і жахливими способами розбагатіти, так і, без сумніву, нове покоління думатиме, що сучасна форма світової торгівлі та розподілу матеріальних благ також нелюдські та жахливі.»Оригінальний текст (англ.)
In the same way that we today think that the slave trade and colonial exploitation were inhuman and inconceivably bestial ways of acquiring riches, there is no doubt that coming generations will think that our form of world trade and distribution of the world's benefits were just as inconceivable and inhuman— Ерік Дамманн
Від 1988 року Дамманн отримує довічну урядову пенсію.

## Твори
- 1966 «Truls and Tone the Magician, an adventure in reality»
- 1968 «With four children in a palm hut»
- 1972 «The Future in Our Hands»
- 1972 «Adoption?»
- 1976 «New lifestyle, and then what?»
- 1977 «The parties at separation point» (разом із Якобом Боманн-Ларсеном (норв. Jacob Bomann-Larsen))
- 1979 «Revolution in the affluent society»
- 1980 «You decide!»
- 1981 «Free thoughts»
- 1982 «Talofa Samoa!»
- 1987 «Behind time and space»
- 1989 «Money or your life!»
- 1998 «Kidnapped» (разом із Рангільд Дамманн (норв. Ragnhild Dammann))
- 2005 «Contrasts, an account of a varied life» (автобіографія)

Книги Еріка Дамманна перекладено дев'ятьма мовами.